# Skærsliberen
|  | Denne artikel er oprettet af botten PalnaBot ud fra en ekstern database. Den kan derfor have sproglige fejl eller mangler. Denne skabelon kan fjernes efter kontrol af indholdet. |

Skærsliberen er en film instrueret af Jørgen Bitsch.

## Handling
Filmen skildrer i kort, fortællende form skærsliberens vandringsliv på landet.